# Загайново (Тальменський район)
Зага́йново (рос. Загайново) — село у складі Тальменського району Алтайського краю, Росія. Входить до складу Анисимовської сільської ради.

## Населення
Населення — 323 особи (2010; 541 у 2002).
Національний склад (станом на 2002 рік):
- росіяни — 86 %